# 帕维尔·里赫特
帕维尔·里赫特（捷克語：Pavel Richter，1954年12月5日—），捷克男子冰球运动员，场上位置是前锋。他曾代表捷克斯洛伐克国家队参加1984年冬季奥林匹克运动会冰球比赛，获得一枚银牌。